# So Hard to Forget
So Hard to Forget ist ein Jazzalbum von Bucky Pizzarelli. Die am 28. und 29. Januar 2008 in den New Yorker Nola-Studios entstandenen Aufnahmen erschienen 2008 auf Arbors Records.

## Hintergrund
Bucky Pizzarelli spielte auf So Hard to Forget ein Repertoire, das amerikanische Pop-Standards, Stücke von Duke Ellington, spanische und italienische Werke der klassischen Musik und zwei Kompositionen des fast vergessenen Westcoast-Studiomusikers George M. Smith umfasst. Federico Moreno Torrobas eigentlich dreisätzige Sonatina in A ist ein neoklassisches Stück mit spanischem Timbre von 1965, das der Komponist dem Gitarrenvirtuosen Andrés Segovia widmete, dem auch Mario Castelnuovo-Tedesco 1936 sein Kammerstück Tarantella Opus 87a (im 2/4-Takt anstelle des für den gleichnamigen italienischen Volkstanz typischen 6/8-Takts) zudachte. Bei Nummern wie It’s Easy to Remember  wird Pizzarelli von dem Bassisten Jerry Bruno, einem langjährigen Mitarbeiter des Gitarristen, sowie dem Cellisten Jesse Levy, der Bratschistin Valerie Levy und den Geigern Aaron Weinstein und Sara Caswell begleitet. Bei Boots Blues und Prelude to a Kiss kam als Duopartner der Gitarrist Frank Vignola hinzu. Der Schlusstitel Last Night When We Were Young ist ein unbegleitetes Solo Pizzarellis.

## Titelliste
- Bucky Pizzarelli and Strings: So Hard to Forget (Arbors Records ARCD 19370[4])

1 Laura (David Raksin, Johnny Mercer) 4:50

2  Slow Burning (George M. Smith) 4:04

3 Duke Ellington Medley 11:51

3.1  Do Nothin’ till You Hear from Me (Bob Russell, Duke Ellington)

3.2  In a Sentimental Mood (Manny Kurtz, Irving Mills, Duke Ellington)

3.3  Satin Doll (Johnny Mercer, Billy Strayhorn, Duke Ellington)

4  It’s Easy to Remember (And So Hard to Forget) (Lorenz Hart, Richard Rodgers) 5:23

5  Sonatina in A. First Movement (Federico Moreno Torroba) 3:37

6  Sonatina in A. Second Movement (Federico Moreno Torroba) 2:28

7  My One and Only Love (Guy Wood, Robert Mellin) 4:10

8  Prelude to a Kiss (Irving Gordon, Duke Ellington, Irving Mills) 3:13

9  Wabash One More Time (Dick Lieb) 5:19

10  Tarantella Opus 87a (Mario Castelnuovo-Tedesco) 5:10

11  Test Pilot (George M. Smith) 2:27

12  Boots Blues (Bucky Pizzarelli) 8:22

13  Last Night When We Were Young (E. Y. Harburg, Harold Arlen) 1:22

## Rezeption
Michael G. Nastos vergab an das Album in AllMusic vier Sterne und meinte, glücklicherweise leidet diese Zusammenarbeit zwischen legitimen Jazz-Streichern und dem legendären erfahrenen Gitarristen Bucky Pizzarelli nicht unter Saccharosesättigung durch die Streicher, da diese Sessions mit viel Geschmack, Klasse und Substanz konzipiert und gespielt wurden. Dieses Album sei ein angenehmes Hörerlebnis, das bei zusätzlichen Spielen mehr offenbare. Es sei auch eine weitere gute Leistung in der langen und illustren Karriere eines der wirklich großartigen Jazzgitarristen aller Zeiten.
Mike Joyce, der das Album für JazzTimes rezensierte, merkte an: „Pizzarelli eröffnet das Album mit einer Version von „Laura“, die zunächst seine Begabung als Solist zeigt, der in der Lage ist, einen Evergreen mit leichten Arpeggios, funkelnden harmonischen und Akkordersetzungen aufzufrischen, die unvermeidlich zusammenpassen. Nicht lange danach stellt der erfahrene Gitarrist und Patriarch der Jazzfamilie, der wieder solo spielt, auf die gleiche kunstvolle Weise It’s Easy to Remember vor. Weitere Einblicke in seine herausragende Autonomie finden sich an anderer Stelle auf dem Album“, nicht zuletzt die akustischen Interpretationen des ersten und zweiten Satzes von Moreno Torrobas Sonatina in A. Wenn Vignola seinen Einstieg mache, der bei acht Stücken in dieser Sammlung mitwirke, die hauptsächlich aus Pop-Standards besteht, trage die Paarbildung von Gitarristen dazu bei, eine großartige Chemie und reizvolle Zusammenarbeit zu produzieren, wie die Darbietungen von Prelude to a Kiss und Boots Blues belegen.